# Qutlumush
Qutalmish ibn Arslan Isra'il, noto più brevemente anche come Qutlumush (in persiano قتلمش‎), Qutalmis o Kutalmish (in turco Kutalmış) (... – fl. XI secolo), fu un principe turco membro della dinastia dei Selgiuchidi nell'XI secolo.
Suo figlio Sulayman ibn Qutulmish viene tradizionalmente riconosciuto come il fondatore del sultanato di Rum, situato nella moderna Turchia.

## Nome
Il nome "Kut Almış" significa "colui che ha ricevuto fortuna (gloria)".

## Biografia
Qutlumush era figlio di Arslan Isra'il e cugino di Tughril e svolse un ruolo fondamentale nelle conquiste dei Turchi selgiuchidi. Nel 1046, fu inviato con un esercito da Tughril a respingere l'esercito bizantino a Ganja e ne uscì vittorioso.
Appoggiò in seguito una ribellione contro Tughril e contese la successione al trono ad Alp Arslan (emblematica in tal senso fu la battaglia di Damghan del 1063). Secondo lo storico Ali Ibn al-Athir, Qutlumush conosceva i principi basilari dell'astronomia. Ebbe cinque figli, tra cui Mansur e Sulayman, che fu riconosciuto come sultano di Rûm da Malik Shah I nel 1084.